# 青松岭镇
青松岭镇，是中华人民共和国河北省承德市兴隆县下辖的一个乡镇级行政单位。

## 行政区划
青松岭镇下辖以下地区：
花市村、麻地村、蚂蚁沟村、跑马场村、快活林村、石门台村、青松岭村、西湾村、北三岔口村、董家店村、西三岔口村和老营盘村。